# (324) Bamberga
(324) Bamberga est l'un des plus gros astéroïdes de la ceinture d'astéroïdes. Il a été découvert par l'astronome autrichien Johann Palisa le 25 février 1892 à Vienne en Autriche. Il est le 14e plus gros astéroïde de la ceinture. Il est, après l'astéroïde géocroiseur (433) Éros, le dernier astéroïde dont l'observation à l'aide de jumelles soit toujours facilement réalisable. Il est nommé d'après la ville de Bamberg en Allemagne, dans le district de Haute-Franconie.

## Caractéristiques
À cause de sa très grande excentricité orbitale, son amplitude à l'opposition varie grandement : lors d'une opposition périhélique rare, Bamberga peut atteindre la magnitude de 8,0, qui lui confère une luminosité aussi brillante que Titan, la lune de Saturne. Ces oppositions quasi-périhéliques se produisent sur un cycle régulier, tous les vingt-deux ans, la dernière s'étant produite en 2013 et la prochaine en 2035, atteindra la magnitude de 8,1 le 13 septembre 2035. Son éclat à ces rares oppositions quasi-périhéliques fait de Bamberga le plus brillant des astéroïdes de type C, à environ +1 de magnitude de plus que l'astéroïde (10) Hygie dont la luminosité maximale est de l'ordre de +9,1. Lors d'une telle opposition Bamberga peut en effet être plus proche de la Terre que n'importe quel autre astéroïde de la ceinture d'astéroïdes avec une magnitude supérieure à 9,5, en se rapprochant au plus près à 0,78 UA. À titre de comparaison, (7) Iris ne se rapproche que de 0,85 UA et (4) Vesta n'est jamais plus proche que d'1,13 UA (quand il devient visible à l'œil nu dans un ciel libéré de toute pollution lumineuse).
Globalement Bamberga est le dixième astéroïde le plus brillant de la ceinture d'astéroïdes après, dans l'ordre, (4) Vesta, (2) Pallas, (1) Cérès, (7) Iris, (6) Hébé, (3) Junon, (18) Melpomène, (15) Eunomie et (8) Flore. Sa forte excentricité (pour comparaison de 36 % supérieure à celle de Pluton) signifie en revanche que dans la plupart des oppositions les autres astéroïdes atteignent des amplitudes plus élevées.
Sa période de rotation de 29h00 est exceptionnellement longue pour un astéroïde de plus de 150 km de diamètre. Sa classe spectrale est intermédiaire entre les astéroïdes de type C et ceux de type P.
Des données radiométriques à 10 μm recueillies auprès de l'observatoire de Kitt Peak en 1975 ont donné une estimation du diamètre à 255 km. Une occultation de Bamberga a été observée le 8 décembre 1987, et a donné un diamètre d'environ 228 km, en accord avec les résultats dans l'infrarouge de l'IRAS. En 1988, une recherche de satellites ou de poussière orbitale autour de cet astéroïde, fut réalisée en utilisant le télescope UH88 des observatoires du Mauna Kea, mais l'effort fut vain.